# Sociedad Deportiva Octavio
Sociedad Deportiva Octavio war ein spanischer Sportverein aus Vigo, bekannt für seine Handballsparte. Die Männer des Vereins spielten mehrere Jahre in der höchsten spanischen Liga. Im Laufe der Zeit trat die Mannschaft unter verschiedenen Sponsorennamen an, so als Academia Octavio und Octavio Pilotes Posada.

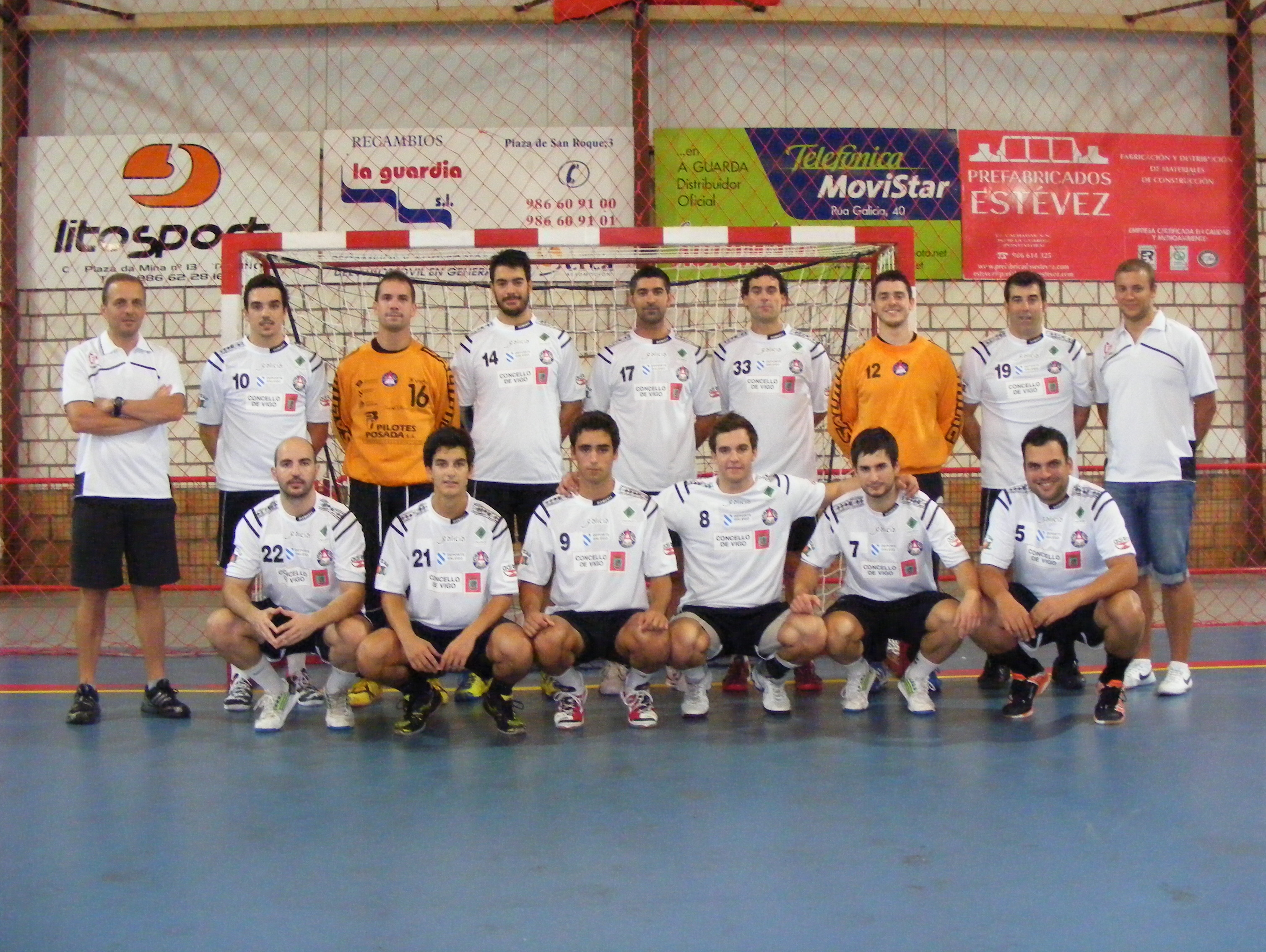
Octavio in Trofeo Concello do Rosal 2013

Der Verein wurde im Jahr 1966 gegründet.
Ab der Spielzeit 1993/1994 nahm die erste Männermannschaft erstmals am Spielbetrieb der Liga Asobal, Spaniens erster Liga, teil. Nach der Saison 1997/1998 stieg der Verein unter Trainer Manuel Montoya in die zweite Liga ab, aus der man zur Spielzeit 2000/2001 erneut aufstieg. Nach der Spielzeit 2001/02 stieg man wieder ab, ein Jahr später wieder auf; allerdings folgte auch nach der Spielzeit 2003/2004 der Abstieg aus der ersten Liga. Von der Saison 2007/2008 bis zur Saison 2009/2010 spielte der Verein nochmals in der ersten Liga, nach einem Jahr in der zweiten Liga dann in der Saison 2011/2012 und der Saison 2012/2013 letztmals erstklassig. Ab 2014 wieder in der zweiten Liga Spaniens, der División de Honor Plata antretend, folgte im Jahr 2019 die Auflösung des zu diesem Zeitpunkt in der Primera División Nacional spielenden Vereins.